# Geomantis algerica
Geomantis algerica är en bönsyrseart som beskrevs av Giglio-tos 1916. Geomantis algerica ingår i släktet Geomantis och familjen Mantidae. Inga underarter finns listade i Catalogue of Life.